# دومينيك مافحام
دومينيك مافحام (بالإنجليزية: Dominic Mafham)‏ هو ممثل بريطاني، ولد في 11 مارس 1968 بإنجلترا في المملكة المتحدة.

## وصلات خارجية
- دومينيك مافحام على موقع IMDb (الإنجليزية)
- دومينيك مافحام على موقع قاعدة بيانات الفيلم (الإنجليزية)